# أنطونيو ليما دوس سانتوس
أنطونيو ليما دوس سانتوس (بالبرتغالية: Antônio Lima dos Santos‏) (مواليد 18 يناير 1942) هو لاعب كرة قدم. لعب مع منتخب البرازيل لكرة القدم. سبق له أن لعب في كأس العالم لكرة القدم مع منتخب بلاده.

## روابط خارجية
- أنطونيو ليما دوس سانتوس على موقع الاتحاد الدولي (مؤرشف)  (الإنجليزية)
- أنطونيو ليما دوس سانتوس على موقع قاعدة بيانات كرة القدم.إي يو (الإنجليزية)
- أنطونيو ليما دوس سانتوس على موقع ناشيونال فوتبول تيمز (الإنجليزية)
- أنطونيو ليما دوس سانتوس على موقع Soccerway.com (الإنجليزية)
- أنطونيو ليما دوس سانتوس على موقع عالم كرة القدم.نت (الإنجليزية)